# Schistidium cryptocarpum
Schistidium cryptocarpum là một loài Rêu trong họ Grimmiaceae. Loài này được Mogensen & H.H. Blom mô tả khoa học đầu tiên năm 1989.